# Sven Ulreich
Sven Ulreich, né le 3 août 1988 à Schorndorf, est un footballeur allemand qui évolue au poste de gardien de but au Bayern Munich.

## Biographie

### En club

#### Débuts et formation (1988-2007)
Sven Ulreich commence le football à l'âge de cinq ans au TSV Lichtenwald dans la municipalité éponyme du district d'Essingen. Il joue ensuite au TSV Schornbach. En 1998, il rejoint le centre de formation du VfB Stuttgart.
En 2005, il remporte le championnat allemand de la jeunesse. Mais lors de la saison 2005-2006, il subit une lourde blessure à l'épaule qui pourrait mettre en péril la poursuite de sa carrière, il restera éloigné des terrains pendant un an. Il fait ses débuts le 3 mars 2007 avec l'équipe réserve du VfB Stuttgart dans le Regionalliga Südwest, le match se finit sur un match nul 0-0 à domicile contre le SV Wehen Wiesbaden.

#### VfB Stuttgart (2007-2015)
En 2007, il signe son premier contrat pro avec son club formateur du VfB Stuttgart.
Le 7 avril 2010, Sven Ulreich prolonge son contrat le liant avec le VfB Stuttgart jusqu'en 2013. Il prendra la succession de Jens Lehmann en 2011, celui-ci ayant décidé de mettre un terme à sa carrière à la fin de la saison.

#### Bayern Munich (2015-2020)

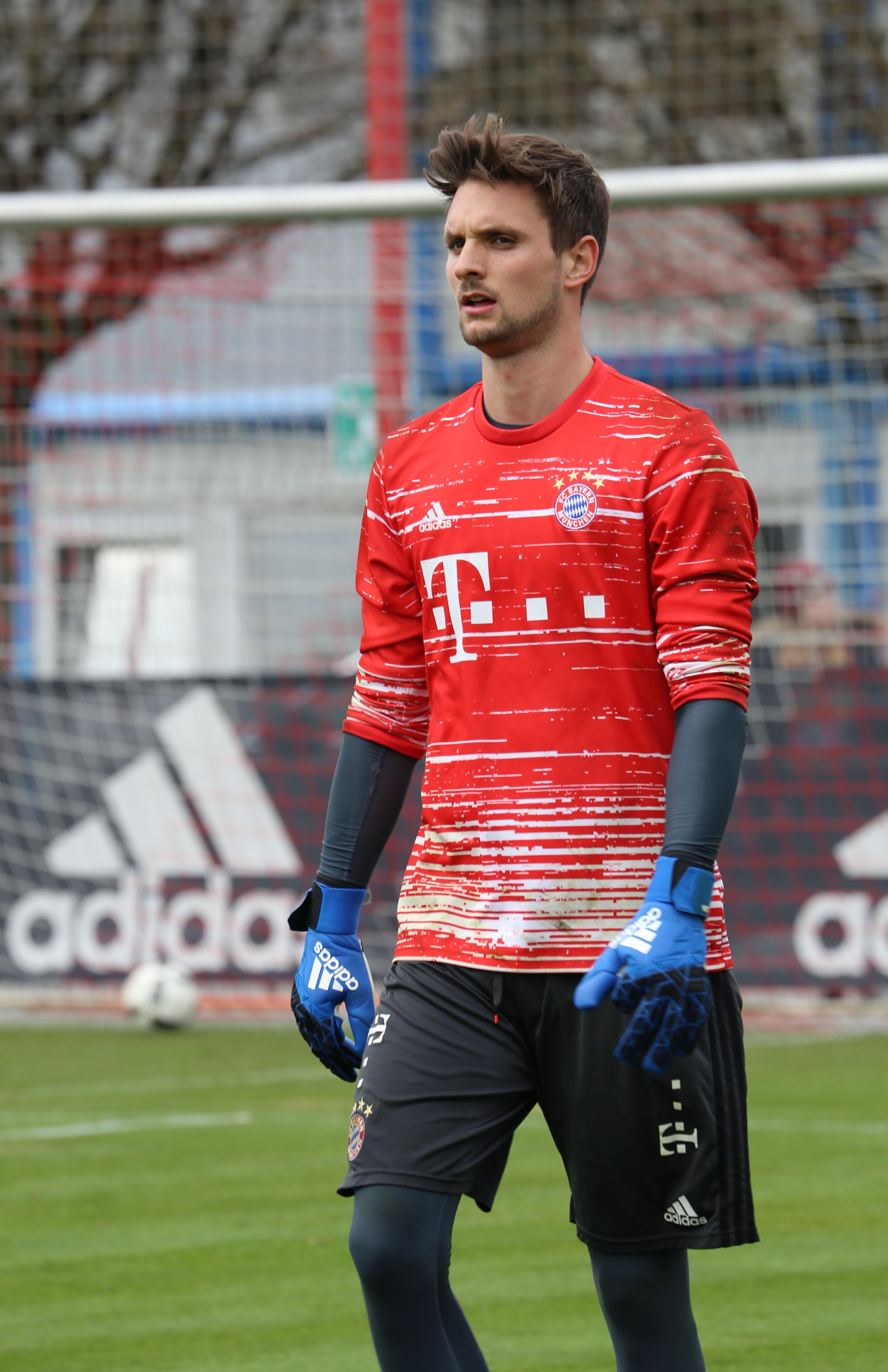
Sven Ulreich à l'entraînement avec le Bayern Munich en 2017.

En juin 2015, il s'engage pour trois ans avec le Bayern Munich afin d'être la doublure de Manuel Neuer et de remplacer José Reina, pressenti pour retourner à Naples.
Avec la blessure de Manuel Neuer, il récupère un temps de jeu conséquent, au point de le faire « oublier » et d'être dans les petits papiers de Joachim Löw pour la Coupe du monde avec Allemagne.
Le 11 février 2018, il prolonge son contrat avec le Bayern jusqu'en 2021.
Le 1er mai 2018, lors de la demi-finale retour de la Ligue des champions contre le Real Madrid, il commet une énorme erreur sur une passe en retrait de Corentin Tolisso, permettant à Karim Benzema de marquer, causant ainsi l'élimination de son équipe.
À l'issue de la saison, il est élu joueur de la saison par les supporter du Bayern Munich. Le 10 avril 2018, malgré deux saisons compliquées en termes de temps de jeu, mais une troisième convaincante, il déclare que rejoindre le Bayern Munich a été la meilleure décision de sa carrière. Le 23 aout 2020, il remporte la Ligue des Champions face au PSG.

#### Hambourg SV (2020-2021)
Le 3 octobre 2020, il s'engage pour trois ans avec le Hambourg SV à la suite de l'arrivée d'Alexander Nübel au Bayern, mais à la fin de la saison 2020-2021, le joueur et Hambourg mettent fin au contrat. Ulreich repart au Bayern à la suite du départ de Nübel en prêt à l'AS Monaco.

#### Bayern Munich (2021-)
À la fin du mois de novembre 2023, son contrat avec le Bayern Munich est prolongé jusqu'en juin 2025.
Le 29 juillet 2025, il prolonge son contrat d'une année supplémentaire.

### En sélection

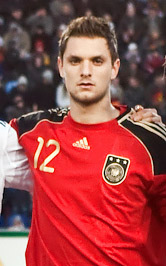
Sven Ulreich avec l'Équipe d'Allemagne espoirs en 2010.

Le 1er juin 2019, il est appelé pour la première fois en sélection afin de pallier le forfait de Bernd Leno, blessé au ligament du pouce, dans le cadre des qualifications pour l'Euro 2020 contre la Biélorussie et l'Estonie.

## Statistiques
| Saison                | Club                  | Championnat           | Championnat | Championnat | Coupe(s) nationale(s) | Coupe(s) nationale(s) | Supercoupe | Supercoupe | Compétition(s) continentale(s) | Compétition(s) continentale(s) | Compétition(s) continentale(s) | Total | Total |
| Saison                | Club                  | Division              | M.          | B.          | M.                    | B.                    | M.         | B.         | Comp.                          | M.                             | B.                             | M.    | B.    |
| 2007-2008             | VfB Stuttgart         | Bundesliga            | 11          | 0           | 1                     | 0                     | -          | -          | C1                             | -                              | -                              | 12    | 0     |
| 2008-2009             | VfB Stuttgart         | Bundesliga            | -           | -           | -                     | -                     | -          | -          | -                              | -                              | -                              | 0     | 0     |
| 2009-2010             | VfB Stuttgart         | Bundesliga            | 4           | 0           | 1                     | 0                     | -          | -          | C1                             | -                              | -                              | 5     | 0     |
| 2010-2011             | VfB Stuttgart         | Bundesliga            | 34          | 0           | 3                     | 0                     | -          | -          | C3                             | 11                             | 0                              | 48    | 0     |
| 2011-2012             | VfB Stuttgart         | Bundesliga            | 34          | 0           | 4                     | 0                     | -          | -          | -                              | -                              | -                              | 38    | 0     |
| 2012-2013             | VfB Stuttgart         | Bundesliga            | 34          | 0           | 6                     | 0                     | -          | -          | C3                             | 12                             | 0                              | 52    | 0     |
| 2013-2014             | VfB Stuttgart         | Bundesliga            | 31          | 0           | 1                     | 0                     | -          | -          | C3                             | 4                              | 0                              | 36    | 0     |
| 2014-2015             | VfB Stuttgart         | Bundesliga            | 28          | 0           | 1                     | 0                     | -          | -          | -                              | -                              | -                              | 29    | 0     |
| Sous-total            | Sous-total            | Sous-total            | 176         | 0           | 17                    | 0                     | 0          | 0          | -                              | 27                             | 0                              | 220   | 0     |
| 2015-2016             | Bayern Munich         | Bundesliga            | 1           | 0           | 1                     | 0                     | -          | -          | C1                             | 1                              | 0                              | 3     | 0     |
| 2016-2017             | Bayern Munich         | Bundesliga            | 5           | 0           | 1                     | 0                     | -          | -          | C1                             | 1                              | 0                              | 7     | 0     |
| 2017-2018             | Bayern Munich         | Bundesliga            | 29          | 0           | 6                     | 0                     | 1          | 0          | C1                             | 11                             | 0                              | 47    | 0     |
| 2018-2019             | Bayern Munich         | Bundesliga            | 9           | 0           | 3                     | 0                     | -          | -          | C1                             | -                              | -                              | 12    | 0     |
| 2019-2020             | Bayern Munich         | Bundesliga            | 1           | 0           | -                     | -                     | -          | -          | C1                             | -                              | -                              | 1     | 0     |
| Sous-total            | Sous-total            | Sous-total            | 45          | 0           | 11                    | 0                     | 1          | 0          | -                              | 13                             | 0                              | 70    | 0     |
| 2020-2021             | Hambourg SV           | 2.Bundesliga          | 32          | 0           | -                     | -                     | -          | -          | -                              | -                              | -                              | 32    | 0     |
| Sous-total            | Sous-total            | Sous-total            | 32          | 0           | 0                     | 0                     | -          | -          | -                              | -                              | -                              | 32    | 0     |
| 2021-2022             | Bayern Munich         | Bundesliga            | 6           | 0           | 1                     | 0                     | -          | -          | C1                             | 1                              | 0                              | 8     | 0     |
| 2022-2023             | Bayern Munich         | Bundesliga            | 3           | 0           | 2                     | 0                     | -          | -          | C1                             | 3                              | 0                              | 8     | 0     |
| 2023-2024             | Bayern Munich         | Bundesliga            | 11          | 0           | -                     | -                     | 1          | 0          | C1                             | 3                              | 0                              | 15    | 0     |
| 2024-2025             | Bayern Munich         | Bundesliga            | 1           | 0           | -                     | -                     | -          | -          | C1                             | 1                              | 0                              | 2     | 0     |
| Sous-total            | Sous-total            | Sous-total            | 21          | 0           | 3                     | 0                     | 1          | 0          | -                              | 8                              | 0                              | 33    | 0     |
| Total sur la carrière | Total sur la carrière | Total sur la carrière | 274         | 0           | 31                    | 0                     | 2          | 0          | -                              | 48                             | 0                              | 355   | 0     |

## Palmarès
| VfB Stuttgart                            | Bayern Munich (15) |
| ---------------------------------------- | --- |
| - Coupe d'Allemagne : - Finaliste : 2013 | - Championnat d'Allemagne (7) : - Champion : 2016, 2017, 2018, 2019 et 2020, 2022 et 2023 - Coupe d'Allemagne (3) : - Vainqueur : 2016, 2019 et 2020 - Supercoupe d'Allemagne (3) : - Vainqueur : 2016, 2017 et 2018 - Finaliste : 2023 - Ligue des Champions (1) - Vainqueur : 2020 - Supercoupe de l'UEFA (1) - Vainqueur : 2020 |